# Olophontosia ochracea
Olophontosia ochracea är en fjärilsart som beskrevs av Bethune-Baker 1904. Olophontosia ochracea ingår i släktet Olophontosia och familjen tandspinnare. Inga underarter finns listade i Catalogue of Life.